# Hank Green
William Henry „Hank“ Green (5. května 1980, Indianapolis, Spojené státy) je americký podnikatel, vloger, zpěvák, skladatel a spisovatel. S bratrem Johnem Greenem působí na Youtube kanálu Vlogbrothers. Mezi jejich další známé projekty patří vzdělávací kanály CrashCourse a SciShow. Jsou také zakladateli konference Vidcon. Greenova první kniha, An Absolutely Remarkable Thing, vyšla v září roku 2018.

## Osobní život
Hank Green se narodil v městě Birmingham ve státě Alabama Mikeovi a Sydney Greenovým. Rodina se záhy přestěhovala do Orlanda na Floridě, kde vyrostl. Vystudoval biochemii na Eckerd College a ve svém magisterském studiu na University of Montana se zaměřil na životní prostředí.
Ještě při studiu Green založil webové stránky EcoGeek, zaměřené na technologie a problémy životní prostředí. V roce 2006 mu byla diagnostikována ulcerózní kolitida, chronické onemocnění střevní sliznice. Žije v americkém městě Missoula s manželkou Katherine Green a synem Orinem.
Na svém youtube kanále 19.5.2023 oznámil, že má Hodgkinův lymfom a že ho čeká nepříjemná léčba.

## Vlogbrothers
Kanál Vlogbrothers založil Hank s bratrem Johnem 1. ledna 2007. Původní roční projekt, během něhož spolu bratři komunikovali výhradně prostřednictvím videí (Brotherhood 2.0 neboli Bratrstvo 2.0) si získal takovou popularitu, že se bratři rozhodli ve natáčení videí pokračovat i nadále. V současné době zveřejňuje každý z bratrů jedno video týdně, Hank každý pátek. V květnu 2018 měl kanál přes tři miliony odběratelů.

## Další projekty

### CrashCourse
CrashCourse je vzdělávací kanál na Youtube, který bratři Greenové založili v roce 2012. Série videí se drží témat tradičně vyučovaných na amerických středních školách a prezentují je zábavnou formu. Mají za cíl doplňovat tradiční učebnicové materiály.

### Scishow
V roce 2012 založil Hank Green vzdělávací kanál SciShow, který se zabývá popularizací vědeckých poznatků z různých disciplín, od chemie a fyziky po astrologii a počítačovou vědu. Odnoží SciShow jsou samostatné kanály SciShowSpace, SciShowKids a SciShowPsych.

### Lizzie Bennet Diaries
Lizzie Bennet Diaries je webový seriál ve formě vlogů adaptující Pýchu a předsudek od Jane Austenové. První episody seriálu byly zveřejněny v dubnu roku 2012 a seriál skončil svou 100 episodou v březnu roku 2013. Hank Green k původu tohoto projektu řekl: „Chtěl jsem udělat něco, co nikdo jiný ještě neudělal. Adaptovat původní dílo na toto úplně nové médium. (...) Chtěl jsem dílo, které je založené na dialozích a na postavách. (...) Vybrali jsme Pýchu a předsudek protože je to ten nejlepší příběh všech dob.“ Jako první webový seriál získal Lizzie Bennet Diaries v roce 2013 cenu Emmy.

### VidCon
Konferenci VidCon založili bratři Greenové v roce 2010, jako platformu, na níž se mohou setkávat tvůrci Youtube videí se svými fanoušky. O pojetí této konference Hank Green řekl:
„VidCon je o komunitě lidí kolem online videí, od tvůrců a poskytovatelů technologií, po pracovníky v marketingu a diváky. Online videa mají značný dopad na většinu světové populace, jako zdroj zábavy nabývají na významu a mnohdy mají stejný, ne-li větší dosah než televizní pořady a filmy.“
Na první Vidcon dorazilo 1 400 účastníků a jejich počet se každý rok přibližně zdvojnásobil. V roce 2017 se poprvé konaly VidCon konference mimo USA, a to VidCon Europe v Amsterdamu a VidCon Australia v Melbourne. V roce 2018 VidCon zakoupila společnost Viacom.

### 2D Brýle
V roce 2011 Green vytvořil „2D“ brýle, díky nimž je možné sledovat 3D filmy ve 2D. 2D brýle umožňují lidem, kteří při sledování 3D filmů zažívají bolesti hlavy či nevolnost, navštěvovat 3D promítání s rodinou či přáteli.

### Hudba
Během projektu Brotherhood 2.0 Hank Green složil a nazpíval píseň „Accio Deathly Hallows“ (Accio Relikvie smrti). Toto video s písní o čekání na poslední knihu v sérii Harry Potter se objevilo na přední stránce Youtube, s fanoušky rezonovalo a výrazně pomohlo kanálu Vlogbrothers v růstu. Hank Green od té doby vydal pět alb: So Jokes (2008), I'm So Bad at This: Live! (2009), This Machine Pwns n00bs (2009), Ellen Hardcastle (2011) a Incongruent (2014).